# Der Apfel ist ab (Film)
Der Apfel ist ab ist eine deutsche Filmkomödie von Helmut Käutner aus dem Jahr 1948. Sie entstand nach Motiven der gleichnamigen musikalischen Kabarett-Revue der Nachrichter.

## Handlung
Der Inhaber der Firma Adams Apfelsaft, Adam Schmidt, steht zwischen seiner Frau Lilly Schmidt und seiner Geliebten Eva Meier-Eden. Da er sich nicht entscheiden kann, geht er eines Tages, gefolgt von seinem treuen Dackel. Er versucht, sich zu ertränken und zu erhängen, doch scheitert er und landet am Ende in der Kurstätte Weissensee, die von Professor Petri geleitet wird. Man will ihn behandeln. Adam erhält einen Apfel, der ihm stets Warnung sein soll und den er nicht essen darf. Nach einem Treffen mit Eva im Café Paradies und einem mit Lilly in Satans Guter Stube beißt Adam dennoch in den Apfel und wird von Professor Petri aus dem Sanatorium entlassen. Adam verpasst die letzte Bahn und übernachtet daher im Wartebereich des Sanatoriums.
Er träumt, dass er als erster Mensch im Himmel erwacht. Er trifft im Himmel auf Petrus und Lucifer, die über den Weiterbau der Welt beraten, doch bringt Adam die Weltkugel durch ein Missgeschick zu Bruch. Die Bruchstücke der Erde müssen nun erst einmal wieder zusammengesetzt werden. Da Adam langweilig ist, darf er Petrus in die Himmlischen Werkstätten begleiten, wo gerade an Eva gebaut wird. Auch das Modell eines Dackels ist in den Werkstätten vorhanden und Adam reagiert begeistert. Er beschwatzt einen der Arbeiter, der den Hund für ihn lebendig werden lässt. Der Dackel schließt sich Adam an und der Mensch ist so „auf den Hund gekommen“. Eva wird kurze Zeit später lebendig und macht sich mit Adam bekannt. Sie wird von Lucifer bedrängt, der daraufhin von Petrus aus dem Himmel verbannt wird und in die Hölle fährt.
Weil die Erde noch nicht fertig ist, schickt Petrus Adam und Eva in das Paradies, ein Ausstellungsstück, das als Prototyp einer idealisierten Erde entwickelt wurde. Im Paradies ist nicht viel los. Ein einzelner Apfel, der an einem kleinen Baum hängt, darf laut Verbotsschild nicht gepflückt werden. Der Teufel führt Adam und Eva in die Hölle, bietet ihnen ein Festmahl, eine Pistole und einen Spiegel und fordert sie am Ende auf, für die Annehmlichkeiten zu bezahlen. Weil beide kein Geld haben, kündigt der Teufel an, dass er ihnen die Rechnung später auf Erden präsentieren wird. Weil er beide Menschen nicht in der Hölle halten konnte, schickt Lucifer die Schlange Lilith ins Paradies. Während Eva schläft, verführt Lilith Adam und bringt ihn dazu, für sie den Apfel zu pflücken. Weil er keine Brille trägt, verwechselt Petrus Lilith mit Eva und weist die falsche Frau mit Adam aus dem Paradies. Fräulein Seraphim versucht vergeblich, ihn auf den Fehler aufmerksam zu machen. Adam und Lilith werden auf die unfertige Erde verwiesen, wo sie auch viele Jahre später leben. Adam ist zu einem Geschäftsführer aufgestiegen. Lilith hat einen heimlichen Geliebten in Steuerfachberater Lucifer. Fräulein Seraphim wiederum setzt durch, dass Eva vom Himmel auf die Erde geschickt wird. Sie stellt sich Adam als neue Mitarbeiterin vor und der erkennt sie nach einer Weile wieder.
Die Konstellation des Mannes zwischen zwei Frauen führt zu einer Konferenz von Himmel und Hölle, in der Petrus zunächst die Bigamie gutheißt, dann jedoch die Konferenz vertagt. Adam, Eva und Lilith sind empört und Adam beschließt, lieber Junggeselle zu werden. Bei einer zweiten Konferenz werden Eva und Lilith zu einer perfekten Mischung verschmolzen; eine Frau, die beiden gleicht, entsteht.
Adam Schmidt erwacht in der Vorhalle des Sanatoriums. Die erste Bahn fährt in Kürze ab und er eilt zur Haltestelle. Hier sieht er die Eva-Lilith-Frau aus seinem Traum wieder und folgt ihr in die Straßenbahn, die abfährt.

## Produktion
Der Apfel ist ab beruht auf einem 1935 geschriebenen Stück der Kabarettgruppe Die Nachrichter, das jedoch wegen des Verbots der Gruppe nicht aufgeführt wurde. Erst Ende der 1930er Jahre wurde die Revue erstmals im Kabarett der Komiker gezeigt. Grundlage war der durch Helmut Käutner umgearbeitete und entschärfte Einakter des Stücks Der Apfel ist ab.
Der Film nach Motiven der Revue wurde von Februar bis März 1948 in den Film-Ateliers München-Geiselgasteig gedreht. Die Tram-Szene am Schluss zeigt die Steintreppe vom alten Haidhauser Friedhof bzw. zugleich die Zufahrt zum dortigen, ehemaligen Tramdepot Einsteinstraße 62. Im Film zu hören sind die Lieder Der Apfel ist ab, Die Zeit mit dir, Mein Glück bist du und Die Eine hat das Eine nicht. Mit Bobby Todd übernahm ein Mitglied der vier Nachrichter die Hauptrolle. Er sowie die ehemaligen Nachrichter Kurd E. Heyne und Helmut Käutner verfassten das Drehbuch. Käutner führte Regie und war in der Rolle des Petrus zu sehen. In der Rolle der Lilith bzw. Lilly war zunächst Margot Hielscher vorgesehen. Die Rolle wurde schließlich von Joana Maria Gorvin übernommen. Die Kostüme schufen Edith Kindler (Damen) und die Gebrüder Reischenbeck (Herren), die Filmbauten stammen von Gerhard Ladner und Wolfgang Znamenacek. Für die Trickeffekte zeichnete Theodor Nischwitz verantwortlich.
Der Apfel ist ab wurde im November 1948 von der Alliierten Militärzensur mit einem Feiertagsverbot belegt und ab 16 Jahren freigegeben. Der Film erlebte am 23. November 1948 im Hamburger Waterloo-Theater seine Premiere. Am 27. März 1988 wurde der Film auf 3sat erstmals im deutschen Fernsehen gezeigt.

## Kritik
Für Die Zeit war der Film 1948 „ein kabarettistisch-intellektualistisches Märchen mit fadenscheiniger Hintergründigkeit. Er ist mit Geist und Witz gemacht, auch mit Liebe und Laune, aber nicht – mit Herz, nicht mit Wärme.“
Der film-dienst nannte Der Apfel ist ab eine Komödie mit „originellen, aus der Not der Zeit geborenen Ausstattungsideen; die ironisch-politische Persiflage ist amüsant, inszenatorisch aber nicht rundum überzeugend“. „Ein kleines, komisches Kinojuwel“, konstatierte Cinema.

## Auszeichnungen
Der Apfel ist ab wurde 1949 für den Großen Preis der Internationalen Filmfestspiele von Cannes nominiert.